# Liste des châteaux et manoirs du Finistère
Cet article recense de manière non exhaustive les châteaux (de défense ou d'agrément), manoirs, maisons fortes, mottes castrales, situés dans le département français du Finistère, ancien duché de Bretagne, département 29.

## Liste
| Icône            | Signification    | Abréviations             | Abréviations                  | Abréviations             | Abréviations           |
| ---------------- | ---------------- | ------------------------ | ----------------------------- | ------------------------ | ---------------------- |
| Château fort     | Château fort     | = Bastide                | = Ferme fortifiée             | = Maison forte           | = (Néo-)Palladianisme  |
| Renaissance      | Renaissance      | = Château gascon         | = Folie (montpelliéraine)     | = Manoir, Gentilhommière | = Résidence épiscopale |
| Domaine viticole | Domaine viticole | = Classicisme, classique | = Forteresse, fort(ification) | = Maison (noble)         | = Style Beaux-Arts     |
| Palais           | Palais           | = Commanderie            | = Gothique (flamboyant)       | = Néo-baroque            | = Style Second Empire  |
| Ruine ou disparu | Ruine, disparu   | = Château pinardier      | = Hôtel particulier           | = Néo-classique          | = Style italianisant   |
|                  |                  | = Demeure seigneuriale   | ... = Style Louis XII...XVI   | = Néo-gothique           | = Style troubadour     |
|                  |                  | = Éclectisme             | = Logis (seigneurial)         | = Néo-Renaissance        | = Villa (de Nice)      |
| Baroque, rococo  | Baroque, rococo  | = Édifice religieux      | = Motte castrale/féodale      | = Pavillon de chasse     | = Styles du XXe siècle |

| Manoir, gentilhommière · Style Louis XV                                         | Château de Bagatelle (Manoir de Carman)  | Saint-Martin-des-Champs      | Inscrit MH (1946) · Notice no PA00090422 | XVIIIe siècle, jardin à la française                                 | 48° 33′ 58″ N, 3° 51′ 37″ O |                 |  |  |  |
| Manoir, gentilhommière                                                          | Manoir de Bel-Air                        | Brélès                       | Classé MH (1993) · Notice no PA00090484 | XVIe et XVIIe siècles                                                | 48° 28′ 33″ N, 4° 43′ 18″ O |                 |  |  |  |
| Maison forte · Manoir, gentilhommière                                           | Manoir du Bergot                         | Lannilis                     | | XVe et XVIe siècles                                                  | 48° 34′ 09″ N, 4° 28′ 14″ O |                 |  |  |  |
| Forteresse, fort(ification)                                                     | Fort de Bertheaume                       | Plougonvelin                 | Notice no IA29001106 Notice no IA29001834 | XVe et XVIIe siècles, XVIIIe et XIXe siècles                         | 48° 20′ 13″ N, 4° 41′ 51″ O |                 |  |  |  |
| Manoir, gentilhommière                                                          | Château de Bodinio                       | Clohars-Fouesnant            | Notice no IA29002898 | XVIe et XVIIe siècles XIXe siècle                                    | 47° 54′ 04″ N, 4° 04′ 20″ O |                 |  |  |  |
| Manoir, gentilhommière                                                          | Manoir de Bourouguel                     | Plouigneau                   | | XIVe et XVIIe siècles                                                | 48° 31′ 55″ N, 3° 41′ 34″ O |                 |  |  |  |
| Manoir, gentilhommière                                                          | Manoir de Brescanvel                     | Brélès                       | Notice no IA29000223 | XVIe siècle                                                          | 48° 27′ 52″ N, 4° 42′ 10″ O |                 |  |  |  |
| Château fort · Forteresse, fort(ification)                                      | Château de Brest (Fort-la-Loi)           | Brest                        | Classé MH (1923) · Notice no PA00089847 | XIIIe et XIVe siècles, XVe et XVIIe siècles                          | 48° 22′ 52″ N, 4° 29′ 40″ O |                 |  |  |  |
| Château fort · Ruine ou disparu                                                 | Donjon de l'ancien château de Châteaulin | Châteaulin                   | Notice no IA29005599 | Xe et XIe siècles, XIVe et XVIIe siècles                             | 48° 11′ 48″ N, 4° 05′ 48″ O |                 |  |  |  |
| Château fort · Ruine ou disparu                                                 | Château de Châteauneuf-du-Faou           | Châteauneuf-du-Faou          | | Moyen Âge, détruit                                                   |                             |                 |  |  |  |
| Baroque, rococo                                                                 | Château de Chef-du-Bois                  | Pencran                      | Inscrit MH (1992) · Notice no PA00090491 · Notice no PA00090492 | XVe siècle, XVIIe et XVIIIe siècles                                  | 48° 26′ 18″ N, 4° 14′ 20″ O |                 |  |  |  |
| Style Louis XV                                                                  | Château de Cheffontaines                 | Clohars-Fouesnant            | Inscrit MH (1928) · Classé MH (1958) · Notice no PA00089881 · Notice no IA29000305 · Site classé (1959)                                                                                  | XVIIe siècle                                                         | 47° 53′ 45″ N, 4° 03′ 13″ O |                 |  |  |  |
| Manoir, gentilhommière                                                          | Manoir de Coatbily                       | Quimper                      | Inscrit MH (1932) · Notice no PA00090333 | XVIe siècle                                                          | 48° 01′ 33″ N, 4° 05′ 02″ O |                 |  |  |  |
| Forteresse, fort(ification)                                                     | Ville close de Concarneau                | Concarneau                   | Classé MH (1899, 1913) · Notice no PA00089895 · Inscrit MH (2019) · Notice no PA29000106 · Notice no IA29001871                                                                          | XVe et XVIIe siècles                                                 | 47° 52′ 21″ N, 3° 54′ 46″ O |                 |  |  |  |
| Manoir, gentilhommière                                                          | Manoir du Cosquer                        | Plougasnou                   | Inscrit MH (1975) · Notice no PA00090235 | XVe et XVIe siècles                                                  | 48° 40′ 56″ N, 3° 50′ 40″ O |                 |  |  |  |
| Manoir, gentilhommière                                                          | Château de la Coudraie                   | Tréméoc                      | Inscrit MH (1967) · Notice no PA00090478 | XVIIe et XVIIIe siècles                                              | 47° 55′ 12″ N, 4° 13′ 16″ O |                 |  |  |  |
| Manoir, gentilhommière                                                          | Manoir de Créac'hingar                   | Tréflaouénan                 | Inscrit MH (1979) · Notice no PA00090461 · Notice no IA00005526 | XVIe et XVIIe siècles                                                | 48° 37′ 46″ N, 4° 06′ 13″ O |                 |  |  |  |
| Manoir, gentilhommière · Gothique (flamboyant)                                  | Manoir du Curru                          | Milizac-Guipronvel (Milizac) | | XIIIe siècle                                                         | 48° 26′ 09″ N, 4° 36′ 27″ O |                 |  |  |  |
|                                                                                 | Château du Guilguiffin                   | Landudec                     | Inscrit MH (2002) · Notice no PA00090048 · Notice no IA00005564 · Notice no IA29000310                                                                                                   |                                                                      |                             |                 |  |  |  |
| Manoir, gentilhommière                                                          | Manoir de la Haye                        | Saint-Divy                   | Inscrit MH (1977) · Notice no PA00090408 |                                                                      |                             |                 |  |  |  |
|                                                                                 | Château du Hénan                         | Névez                        | Inscrit MH (1935) · Notice no PA00090142 · Notice no IA29002908 · Notice no IA29000311                                                                                                   |                                                                      |                             |                 |  |  |  |
|                                                                                 | Château du Hilguy                        | Plogastel-Saint-Germain      | Inscrit MH (1926) · Notice no PA00090178 · Notice no IA00005589 |                                                                      |                             |                 |  |  |  |
| Manoir, gentilhommière                                                          | Manoir des Indes                         | Quimper                      | |                                                                      | 48° 00′ 14″ N, 4° 09′ 21″ O |                 |  |  |  |
| Château fort · Ruine ou disparu                                                 | Château de Joyeuse Garde                 | La Forest-Landerneau         | Classé MH (1975) · Notice no PA00089961 | XIIe siècle                                                          |                             |                 |  |  |  |
|                                                                                 | Château du Juch                          | Le Juch                      | |                                                                      |                             |                 |  |  |  |
|                                                                                 | Château de Ker Stears                    | Brest                        | |                                                                      |                             |                 |  |  |  |
|                                                                                 | Château de Keraël                        | Botsorhel                    | |                                                                      |                             |                 |  |  |  |
| Manoir, gentilhommière                                                          | Manoir de Kerahmanez                     | Quimper                      | Inscrit MH (2016) · Notice no PA00090335 |                                                                      |                             |                 |  |  |  |
|                                                                                 | Château de Keranroux                     | Morlaix (Ploujean)           | Inscrit MH (1992) · Notice no PA00090488 · Notice no IA29002919 · Notice no IA29000239 · Notice no IA29000369                                                                            |                                                                      |                             |                 |  |  |  |
| Manoir, gentilhommière                                                          | Manoir de Kerascoet                      | Pluguffan                    | Inscrit MH (1991) · Notice no PA00090486 · Notice no IA29000323 |                                                                      |                             |                 |  |  |  |
|                                                                                 | Château de Keraval                       | Plomelin                     | |                                                                      |                             |                 |  |  |  |
| Manoir, gentilhommière                                                          | Manoir de Kerazan                        | Loctudy                      | Inscrit MH (2000) · Notice no PA29000038 · Notice no IA29000324 |                                                                      |                             |                 |  |  |  |
| Manoir, gentilhommière                                                          | Manoir de Kerbabu                        | Lannilis                     | |                                                                      |                             |                 |  |  |  |
| Manoir, gentilhommière                                                          | Manoir de Kerenneur                      | Plourin                      | Inscrit MH (1977) · Notice no PA00090267 |                                                                      |                             |                 |  |  |  |
| Manoir, gentilhommière                                                          | Manoir de Kergadiou                      | Saint-Jean-du-Doigt          | |                                                                      |                             |                 |  |  |  |
|                                                                                 | Château de Kergos                        | Clohars-Fouesnant            | |                                                                      |                             |                 |  |  |  |
| Château fort · Ruine ou disparu                                                 | Château de Kergounadeach                 | Cléder                       | Inscrit MH (1926) · Notice no PA00089873 | Moyen Âge, XVIIe siècle                                              | 48° 37′ 24″ N, 4° 08′ 39″ O |                 |  |  |  |
|                                                                                 | Château de Kergoz                        | Guilvinec                    | |                                                                      |                             |                 |  |  |  |
|                                                                                 | Château de Kergroadès                    | Brélès                       | Classé MH (1995) · Notice no PA00089844 · Notice no IA29131337 · Notice no IA29000247 |                                                                      |                             |                 |  |  |  |
| Manoir, gentilhommière                                                          | Manoir de Kerhoas                        | Plobannalec                  | Inscrit MH (1992) · Notice no PA00090490 |                                                                      |                             |                 |  |  |  |
| Manoir, gentilhommière                                                          | Manoir de Kériner                        | Pluguffan                    | Inscrit MH (1964) · Notice no PA00090285 |                                                                      |                             |                 |  |  |  |
|                                                                                 | Château de Kériolet                      | Concarneau                   | Inscrit MH (1984) · Notice no PA00089890 · Notice no IA29002808 · Notice no IA29000330                                                                                                   |                                                                      |                             |                 |  |  |  |
| Manoir, gentilhommière                                                          | Manoir de Kerivoas                       | Kerlouan                     | Inscrit MH (2001) · Notice no PA29000042 |                                                                      |                             |                 |  |  |  |
|                                                                                 | Château de Kerjan-Mol                    | Trébabu                      | |                                                                      |                             |                 |  |  |  |
| Renaissance                                                                     | Château de Kerjean                       | Saint-Vougay                 | Classé MH (1911) · Notice no PA00090442 | XVIe et XVIIIe siècles                                               | 48° 34′ 50″ N, 4° 08′ 49″ O |                 |  |  |  |
| Manoir, gentilhommière                                                          | Manoir de Kerlan                         | Sibiril                      | Inscrit MH (1969) · Notice no PA00090448 |                                                                      |                             |                 |  |  |  |
|                                                                                 | Château de Kerlarec                      | Arzano                       | |                                                                      |                             |                 |  |  |  |
| Manoir, gentilhommière                                                          | Manoir de Kerloaguen                     | Plougonven                   | Inscrit MH (1932) · Notice no PA00090244 · Notice no IA29131573 |                                                                      |                             |                 |  |  |  |
| Manoir, gentilhommière                                                          | Manoir de Kermadec                       | Pencran                      | Inscrit MH (1992) · Notice no PA00090493 · Notice no IA29000250 |                                                                      |                             |                 |  |  |  |
|                                                                                 | Château de Kermenguy                     | Cléder                       | Inscrit MH (1975) · Notice no PA00089875 |                                                                      |                             |                 |  |  |  |
| Manoir, gentilhommière                                                          | Manoir de Kernault                       | Mellac                       | Classé MH (1991) · Inscrit MH (1991) · Notice no PA00090485 · Notice no IA29000395 · Notice no IA29000335                                                                                |                                                                      |                             |                 |  |  |  |
|                                                                                 | Château de Kernévez                      | Saint-Pol-de-Léon            | Inscrit MH (1997) · Notice no PA29000031 · Notice no IA00065023 · Notice no IA29000253 · Notice no IA29000372                                                                            |                                                                      |                             |                 |  |  |  |
| Manoir, gentilhommière                                                          | Manoir de Kernuz                         | Pont-l'Abbé                  | |                                                                      |                             |                 |  |  |  |
| Manoir, gentilhommière                                                          | Manoir de Kéroch'iou                     | Morlaix                      | Classé MH (1979) · Notice no PA00090136 |                                                                      |                             |                 |  |  |  |
| Manoir, gentilhommière                                                          | Manoir de Keroual                        | Guilers                      | |                                                                      |                             |                 |  |  |  |
|                                                                                 | Château de Kérouartz                     | Lannilis                     | Inscrit MH (1926) · Notice no PA00090062 · Notice no IA29000257 |                                                                      |                             |                 |  |  |  |
| Manoir, gentilhommière                                                          | Manoir de Kéroulas                       | Saint-Pol-de-Léon            | Inscrit MH (1926) · Notice no PA00090429 · Notice no IA00064984 |                                                                      |                             |                 |  |  |  |
| Château fort                                                                    | Château de Kérouzéré                     | Sibiril                      | Classé MH (1883) · Notice no PA00090447 · Notice no IA00064946 · Notice no IA29000260 | XVe et XVIe siècles XIXe siècle                                      | 48° 40′ 21″ N, 4° 04′ 11″ O |                 |  |  |  |
|                                                                                 | Château de Kerriou                       | Gouézec                      | |                                                                      |                             |                 |  |  |  |
| Manoir, gentilhommière                                                          | Manoir de Kersaliou                      | Saint-Pol-de-Léon            | Inscrit MH (1932) · Notice no PA00090430 · Notice no IA00065026 · Notice no IA29000262                                                                                                   |                                                                      |                             |                 |  |  |  |
| Manoir, gentilhommière                                                          | Manoir de Kerscao                        | Locmaria-Plouzané            | Inscrit MH (1998) · Notice no PA29000034 |                                                                      |                             |                 |  |  |  |
|                                                                                 | Château de Keruzoret                     | Plouvorn                     | Inscrit MH (2007) · Notice no PA29000058 · Notice no IA29002789 · Notice no IA29000263                                                                                                   |                                                                      |                             |                 |  |  |  |
|                                                                                 | Château de Kervéatoux                    | Plouarzel                    | Inscrit MH (2007) · Notice no PA29000057 · Notice no IA29002903 · Notice no IA29000265                                                                                                   |                                                                      |                             |                 |  |  |  |
| Manoir, gentilhommière                                                          | Manoir de Kervereguen                    | Loctudy                      | Notice no IA29000343 |                                                                      |                             |                 |  |  |  |
| Manoir, gentilhommière                                                          | Manoir de Kervézec                       | Garlan                       | Inscrit MH (1990) · Notice no PA00090482 · Notice no IA29002790 · Notice no IA29000267                                                                                                   |                                                                      |                             |                 |  |  |  |
| Manoir, gentilhommière                                                          | Manoir de Keryar                         | Plonévez-Porzay              | Inscrit MH (1988) · Notice no PA00090203 · Notice no IA00005361 |                                                                      |                             |                 |  |  |  |
|                                                                                 | Château de Lanniron                      | Quimper                      | Inscrit MH (1988, 1992) · Notice no PA00090328 · Notice no IA29000346 |                                                                      |                             |                 |  |  |  |
| Manoir, gentilhommière · Classicisme, classique · Néo-gothique                  | Manoir du Laz                            | Arzano                       | Inscrit MH (2006) · Notice no PA29000051 | XVIe siècle                                                          | 47° 54′ 30″ N, 3° 27′ 03″ O |                 |  |  |  |
| Manoir, gentilhommière                                                          | Manoir de Lesmadec                       | Peumérit                     | Inscrit MH (1968) · Notice no PA00090162 · Notice no IA29000348 |                                                                      |                             |                 |  |  |  |
|                                                                                 | Château de Lesquiffiou                   | Pleyber-Christ               | Inscrit MH (1992) · Notice no PA00090167 · Notice no IA29002799 |                                                                      |                             |                 |  |  |  |
| Manoir, gentilhommière                                                          | Manoir de Lesvern                        | Saint-Frégant                | Inscrit MH (1971) · Notice no PA00090410 |                                                                      |                             |                 |  |  |  |
| Manoir, gentilhommière                                                          | Manoir de Lezaven                        | Pont-Aven                    | Inscrit MH (1995) · Notice no PA00135269 |                                                                      |                             |                 |  |  |  |
|                                                                                 | Château de Lezergué                      | Ergué-Gabéric                | Inscrit MH (1929) · Notice no PA00089921 |                                                                      |                             |                 |  |  |  |
| Manoir, gentilhommière                                                          | Manoir de Lézurec                        | Primelin                     | Inscrit MH (1932) · Notice no PA00090318 |                                                                      |                             |                 |  |  |  |
| Manoir, gentilhommière                                                          | Manoir de Lossulien                      | Le Relecq-Kerhuon            | Inscrit MH (1966) · Notice no PA00090395 |                                                                      |                             |                 |  |  |  |
| Motte castrale ou féodale · Ruine ou disparu                                    | Motte féodale de Maillé                  | Plounévez-Lochrist           | | Moyen Âge                                                            |                             |                 |  |  |  |
| Renaissance · Classicisme, classique                                            | Château de Maillé                        | Plounévez-Lochrist           | Classé MH (1981) · Inscrit MH (1990) · Notice no PA00090263 · Notice no IA00006464 · Notice no IA29000276                                                                                | XIVe et XVIe siècles, XVIIe et XIXe siècles                          | 48° 37′ 20″ N, 4° 10′ 06″ O |                 |  |  |  |
| Manoir, gentilhommière                                                          | Manoir de Mézarnou                       | Plounéventer                 | Classé MH (2002) · Notice no PA00090260 · Notice no IA29000277 |                                                                      |                             |                 |  |  |  |
| Ruine ou disparu                                                                | Château de Mesléan                       | Gouesnou                     | Inscrit MH (1975) · Notice no PA00089970 |                                                                      |                             |                 |  |  |  |
| Manoir, gentilhommière                                                          | Manoir de Mézedern                       | Plougonven                   | Classé MH (1992) · Notice no PA00090487 · Notice no IA29131574 |                                                                      |                             |                 |  |  |  |
| Manoir, gentilhommière                                                          | Manoir de Moëllien                       | Plonévez-Porzay              | Inscrit MH (1931) · Notice no PA00090204 · Notice no IA00005365 · Notice no IA29000210                                                                                                   |                                                                      |                             |                 |  |  |  |
| Manoir, gentilhommière                                                          | Manoir de Penanvern                      | Sainte-Sève                  | Inscrit MH (1968) · Notice no PA00090440 |                                                                      |                             |                 |  |  |  |
| Ruine ou disparu                                                                | Château de Penhoat                       | Saint-Thégonnec              | Inscrit MH (2006) · Notice no PA29000054 |                                                                      |                             |                 |  |  |  |
| Manoir, gentilhommière                                                          | Manoir de Penmarc'h                      | Saint-Frégant                | Inscrit MH (1932) · Notice no PA00090411 · Notice no IA29000281 |                                                                      |                             |                 |  |  |  |
| Manoir, gentilhommière                                                          | Manoir de Penquélennec                   | Peumérit                     | Inscrit MH (1932) · Notice no PA00090163 |                                                                      |                             |                 |  |  |  |
|                                                                                 | Château du Pérennou                      | Plomelin                     | |                                                                      |                             |                 |  |  |  |
|                                                                                 | Château de Pont-l'Abbé                   | Pont-l'Abbé                  | |                                                                      |                             |                 |  |  |  |
| Manoir, gentilhommière                                                          | Château du Poulguin                      | Névez                        | Notice no IA29000360 | XVIe et XIXe siècles                                                 | 47° 48′ 56″ N, 3° 44′ 50″ O |                 |  |  |  |
|                                                                                 | Château du Quélennec                     | Saint-Thégonnec              | |                                                                      |                             |                 |  |  |  |
|                                                                                 | Château de Quimerc'h                     | Bannalec                     | | détruit                                                              |                             |                 |  |  |  |
| Ruine ou disparu                                                                | Château de La Roche-Maurice              | La Roche-Maurice             | Inscrit MH (1926) · Notice no PA00090401 |                                                                      |                             |                 |  |  |  |
| Motte castrale ou féodale · Ruine ou disparu                                    | Château de La Roche-Moisan               | Arzano                       | |                                                                      |                             |                 |  |  |  |
| Manoir, gentilhommière                                                          | Manoir du Rohou                          | Carantec\|                   | |                                                                      |                             | Manoir_du_Rohou |  |  |  |
| Manoir, gentilhommière · Ferme fortifiée · Ruine ou disparu                     | Manoir de Roscervo                       | Lampaul-Ploudalmézeau        | Inscrit MH (1984) · Notice no PA00090023 | XVIIe siècle, détruit fin 1982                                       | 48° 32′ 49″ N, 4° 38′ 25″ O |                 |  |  |  |
|                                                                                 | Château de Rosmorduc                     | Logonna-Daoulas              | Inscrit MH (2007) · Notice no PA29000056 · Notice no IA29002850 |                                                                      |                             |                 |  |  |  |
| Manoir, gentilhommière                                                          | Manoir du Rusquec                        | Saint-Herbot et Loqueffret   | Inscrit MH (1926, 1986) · Notice no PA00090107 · Notice no IA29003748 |                                                                      |                             |                 |  |  |  |
| Ruine ou disparu                                                                | Château de Rustéphan                     | Pont-Aven                    | Inscrit MH (1926) · Notice no PA00090289 |                                                                      |                             |                 |  |  |  |
| Manoir, gentilhommière                                                          | Manoir de Stang-al-lin                   | Concarneau                   | |                                                                      |                             |                 |  |  |  |
| Manoir, gentilhommière                                                          | Manoir du Ster                           | Cléden-Poher                 | Inscrit MH (2009) · Notice no PA29000068 · Notice no IA00004981 |                                                                      |                             |                 |  |  |  |
| Manoir, gentilhommière                                                          | Manoir de Suscinio                       | Morlaix (Ploujean)           | Notice no IA29000293 |                                                                      | 48° 37′ 16″ N, 3° 50′ 25″ O |                 |  |  |  |
| Château fort                                                                    | Château du Taureau                       | Plouezoc'h                   | Classé MH (1914) · Notice no PA00090226 · Notice no IA29000772 |                                                                      |                             |                 |  |  |  |
| Manoir, gentilhommière                                                          | Manoir de Toulgoat                       | Quimper                      | Inscrit MH (1969) · Notice no PA00090336 |                                                                      |                             |                 |  |  |  |
| Manoir, gentilhommière                                                          | Manoir de Toulgoat                       | Saint-Yvy                    | Inscrit MH (1932) · Notice no PA00090445 |                                                                      |                             |                 |  |  |  |
| Manoir, gentilhommière                                                          | Manoir de Traon Feunteniou               | Morlaix                      | Inscrit MH (1992) · Notice no PA00090489 |                                                                      |                             |                 |  |  |  |
| Manoir, gentilhommière                                                          | Manoir de Trébodennic                    | Ploudaniel                   | Inscrit MH (1932) · Notice no PA00090210 · Notice no IA29002902 |                                                                      |                             |                 |  |  |  |
| Château fort · Ruine ou disparu                                                 | Château de Trémazan                      | Landunvez                    | Inscrit MH (1926) · Notice no PA00090049 | XIIe et XIIIe siècles XIVe et XVe siècles                            | 48° 33′ 03″ N, 4° 42′ 45″ O |                 |  |  |  |
| Manoir, gentilhommière · Palais · Éclectisme · Néo-gothique · Styles xxe siècle | Château de Trévarez                      | Saint-Goazec                 | Inscrit MH (2009) · Notice no PA00090415 · Notice no IA00005163 · Notice no IA29002809 · Notice no IA29000217 · Jardin remarquable · Notice no JAR0000078 · Patrimoine XXe siècle (2004) | XVIe et XVIIe siècles, XIXe et XXe siècles, en cours de restauration | 48° 09′ 10″ N, 3° 48′ 24″ O |                 |  |  |  |
| Manoir, gentilhommière                                                          | Manoir de Trévilit                       | Plonéour-Lanvern             | Inscrit MH (1977) · Notice no PA00090200 · Notice no IA00005643 |                                                                      |                             |                 |  |  |  |
| Manoir, gentilhommière                                                          | Manoir de Troërin                        | Plouvorn                     | Inscrit MH (2009) · Notice no PA29000069 · Notice no IA29002794 · Notice no IA29000298 · Notice no IA29000374                                                                            |                                                                      |                             |                 |  |  |  |
|                                                                                 | Château de Trohanet                      | Briec, Langolen et Landudal  | Inscrit MH (2001) · Notice no PA29000043 · Notice no PA29000044 · Notice no PA29000045 · Notice no IA29002870 · Notice no PA29000044 · Notice no IA29000375                              |                                                                      |                             |                 |  |  |  |
| Manoir, gentilhommière                                                          | Manoir de Trojoa                         | Plouigneau                   | |                                                                      |                             |                 |  |  |  |
| Manoir, gentilhommière                                                          | Manoir de Tromelin                       | Plougasnou                   | Inscrit MH (1971) · Notice no PA00090236 |                                                                      |                             |                 |  |  |  |
| Manoir, gentilhommière                                                          | Manoir de Tronjoly                       | Cléder                       | Classé MH (1981) · Notice no PA00089876 · Notice no IA29000300 |                                                                      |                             |                 |  |  |  |
| Manoir, gentilhommière                                                          | Manoir de Trouzilit                      | Tréglonou                    | |                                                                      |                             |                 |  |  |  |